# Imperial Beach
Imperial Beach è una città degli Stati Uniti d'America, situata in California, nella contea di San Diego. 
Nella città, importante località balneare, sfocia il fiume Tijuana. Inoltre, a poca distanza da quest’ultimo, è sita la “Naval Outlying Landing Field Imperial Beach”, un piccolo aeroporto gestito dalla  Marina Militare degli USA.